# Myles Brown
Pour les articles homonymes, voir Brown.
Devon Myles William Brown, né le 21 mai 1992 à Westville, est un nageur sud-africain.

## Carrière
Aux Championnats d'Afrique de natation 2010 à Casablanca, il est médaillé d'or du 4 × 200 mètres nage libre et médaillé de bronze du 400 et 800 mètres nage libre ainsi que du 400 mètres quatre nages. 
Aux Championnats d'Afrique de natation 2012 à Nairobi, il obtient la médaille d'or du 100, 200, 400, 800, 1 500, 4 × 100 et 4 × 200 mètres nage libre, la médaille d'argent du 200 mètres dos et la médaille de bronze du 200 mètres papillon et du 4 × 100 mètres quatre nages.
Il est médaillé de bronze du 4 × 200 mètres nage libre aux Jeux du Commonwealth de 2014 à Glasgow.
Aux Jeux africains de 2015 à Brazzaville, il est médaillé d'or du 200 mètres nage libre, du 200 mètres quatre nages et du 4 × 200 mètres nage libre, médaillé d'argent du 400 mètres nage libre et du 200 mètres papillon et médaillé de bronze du 800 mètres nage libre.
Il est médaillé d'or du 200, 400, 4 × 100 et 4 × 200 m nage libre ainsi que du 4 × 100 mètres quatre nages aux Championnats d'Afrique de natation 2016 à Bloemfontein.
Il participe aussi cette année-là aux Jeux olympiques d'été de 2016, sans atteindre de finale.